# يوم زامنهوف

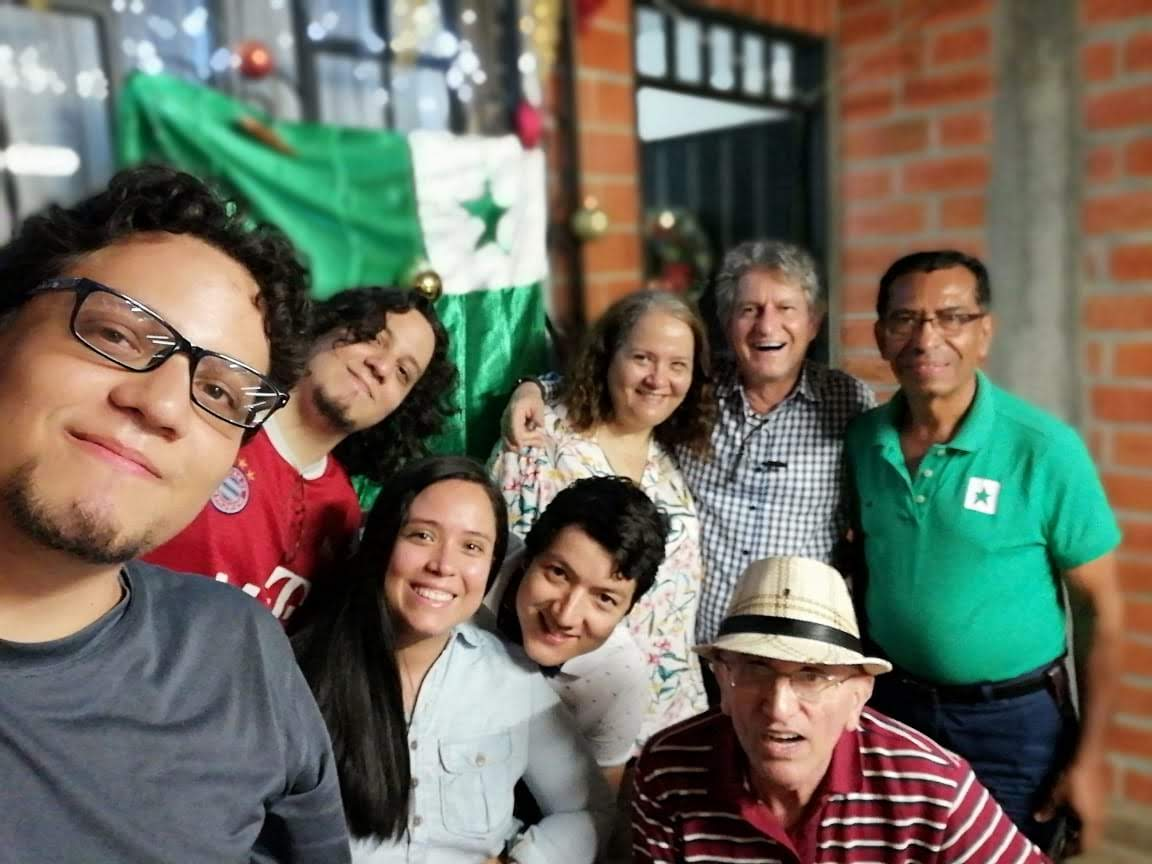

يوم زامنهوف (بالإسبرانتو: Zamenhofa Tago) هو عيد يحتفل به في 15 ديسمبر، وهو يوم ميلاد مخترع لغة الإسبرانتو لودفيك زامنهوف، هو أشهر الأيام التي يحتفل بها في الثقافة الإسبرانتوية.
يعود تاريخ الاحتفال بهذا اليوم موافقا ميلاد مؤسسها زامنهوف إلى يوم عيد ميلاده في 17 ديسمبر، 1878، حينها قدم لأصدقائه لينجوا يونيفرسالا، التي كانت أول إصدارة من لغته العالمية، بحلول العام 1887، تتطورت اللغة إلى ما يعرف الآن بالإسبرانتو، حيث نشر زامنهوف كتاب ينوا ليبرو.
اليوم، يشتري العديد من متحدثي لغة الإسبرانتو كتبا إضافيا في هذا الوقت من العام. ويقيم الإسبرانتويون العديد من التجمعات والحفلات حول العالم احتفالا بهذا اليوم.